# Christian Endler
Christian Endler (* 11. September 1979 in Laupheim) ist ein deutscher Fußballspieler.
In der Jugend spielte Endler für den FC Augsburg, den SSV Ulm 1846, den VfB Stuttgart und Olympia Laupheim.
Seinen ersten Erfolg als Aktiver feierte er im Jahr 1999 bei der SpVgg Au/Iller, mit der er als Stammspieler in die viertklassige Oberliga Baden-Württemberg aufstieg. 2008 wechselte er vom Oberligisten TSV Crailsheim zum 1. FC Heidenheim 1846, mit dem er 2009 in die 3. Liga aufstieg. Sein Profidebüt gab er am 29. August 2009 beim 1:0-Sieg im Auswärtsspiel gegen den FC Erzgebirge Aue.
Sein letztes Spiel für den 1. FC Heidenheim bestritt er am letzten Spieltag der Saison 2009/10 beim SSV Jahn Regensburg, als er in der 78. Minute eingewechselt wurde. Nach der Saison wechselte er zum Oberligisten FV Illertissen, für den er in zwei Spielzeiten 53 Punktspiele bestritt und vier Tore erzielte. Zur Saison 2012/13 wechselte er zum SSV Ehingen-Süd, zur Saison 2017/18 zum SV Baustetten.